# I Am Because We Are
I Am Because We Are (bra: Eu Sou Porque Nós Somos; prt: Sou Porque Somos) é um filme britânico-americano-malauiano de 2008, do gênero documentário, sobre os órfãos da AIDS no Malawi. Foi dirigido por Nathan Rissman e escrito, narrado e produzido por Madonna, através de sua produtora Semtex Films.
O filme estreou no 7º Festival de Cinema de Tribeca anual em Nova Iorque, em 24 de abril de 2008 e no 61º Festival de Cinema de Cannes, em Cannes, França, em 21 de maio de 2008. O filme também encabeçou o Festival de cinema de Traverse City de 2008. Em 1º de dezembro de 2008, estreou nos EUA no Sundance Channel para o Dia Mundial de Combate à AIDS. Em 26 de março de 2009, o filme foi enviado pela equipe de Madonna para o YouTube e o Hulu para visualização gratuita.
O filme ganhou o VH1 Do Something Docu Style Award em 2010.

## Sinopse
O filme documenta a vida de órfãos no Malawi, onde cerca de 500,000 crianças perderam os pais devido ao HIV e à AIDS. Muitas dessas crianças vivem nas ruas. O filme também mostra os esforços da organização de caridade de Madonna, Raising Malawi, para ajudar a melhorar suas vidas e condições.
Madonna disse sobre o filme: "Dizer que este filme é um trabalho de amor é trivial. É também a jornada de uma vida. Espero que todos vocês estejam tão inspirados assistindo-o quanto eu o fazia".
O filme, lançado em 2008, foi descrito pela amiga de longa data Rosie O'Donnell como "devastadora e surpreendente". Madonna e O'Donnell participaram de uma exibição privada em 11 de outubro de 2007.

## Título
O título foi retirado da filosofia africana do africana de Ubuntu, derivada de um discurso do arcebispo Desmond Tutu, originalmente da Cidade do Cabo. I Am Because We Are significa Eu Sou Porque nos Somos. A ideia central dessa frase é que, na espiritualidade africana, significa que todos estamos conectados, não podemos ser nós mesmos sem comunidade, a saúde e a fé sempre são compartilhadas com os outros, por isso estamos presos no bem-estar dos outros. No Malawi, a filosofia Africana é conhecido como "UMunthu" na linguagem Chichewa é "kali kokha nkanyama, tili awiri ntiwanthu" ("quando você se encontra, você é tão bom quanto um animal da natureza; quando há dois de vocês, você forma uma comunidade").

## Livro
Um livro complementar contendo 180 páginas com 106 duotônicos e 44 fotografias em quatro cores tiradas durante a visita, além de fotos do vídeo foi lançado em janeiro de 2009. O produto da venda do livro deveria ser doado à organização de caridade Raising Malawi por seu extenso trabalho com órfãos em todo o país.

## Recepção

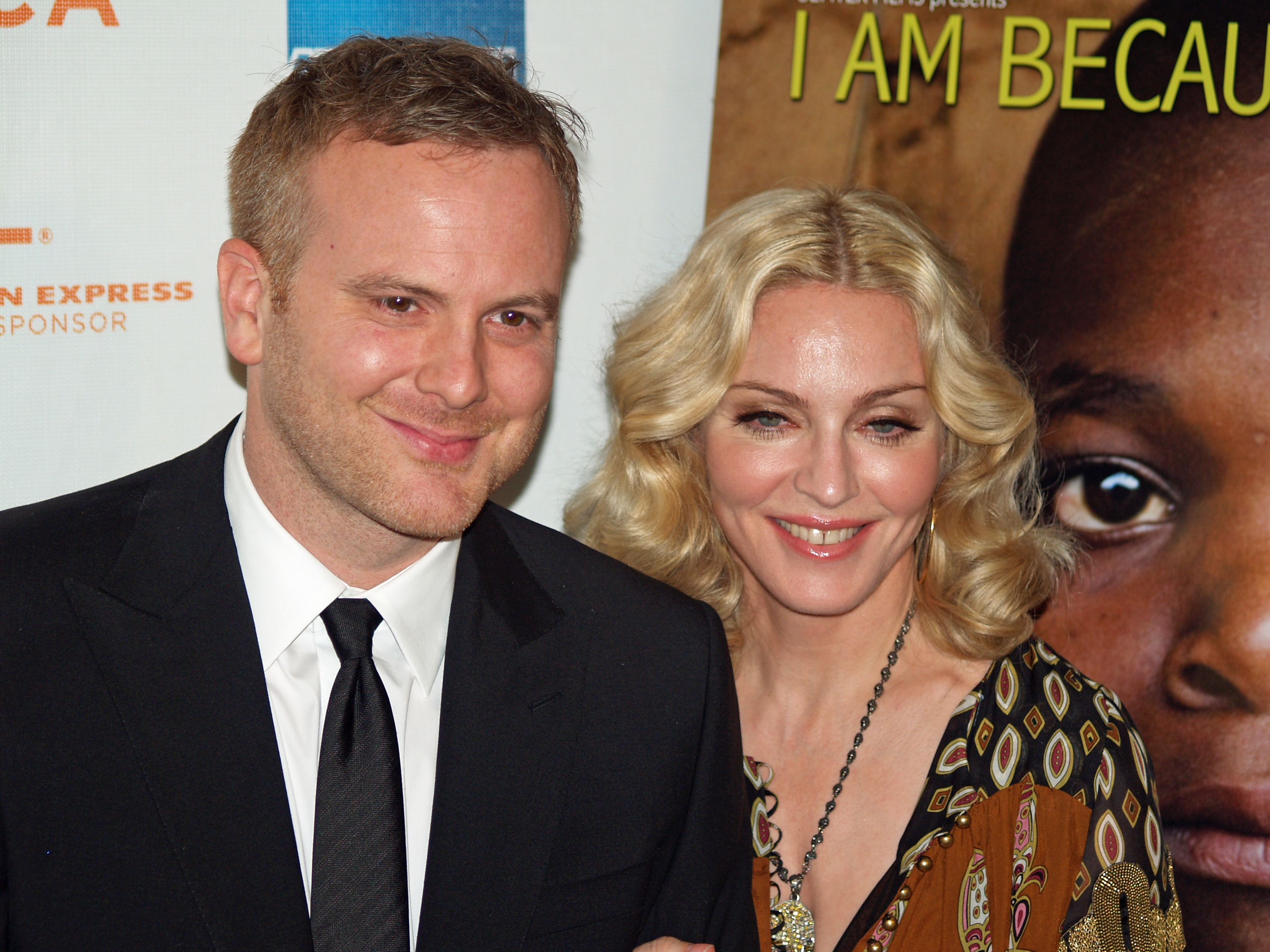
Nathan Rissman e Madonna na estreia do filme.

O filme recebeu críticas positivas na mídia. O Times, com 4 de 5 estrelas, escreveu: "Esse material rico contribui para um filme completamente absorvente. Certas cenas, como mulheres e crianças literalmente morrendo de Aids na frente da câmera, atraíram suspiros da plateia chocada. É impossível desviar os olhos da tela. Não que o filme retrate o povo do Malawi como vítimas inocentes de circunstâncias fora de seu controle. Rissman não evita a cultura de bebida, crime e violência que prevalece Juntos, ele e Madonna fizeram um filme chocante e incrivelmente emocionante, que é muito mais do que um apelo estendido à Comic Relief".
Uma reportagem do The Guardian disse: "Madonna, a documentarista, veio, viu e conquistou o maior festival de cinema do mundo ontem com uma poderosa polêmica sobre os efeitos da doença e da pobreza no Malawi ... A rainha da reinvenção apresentou seu filme, I Am Because We Are, que ela escreveu e produziu, para elogios gerais. Ao lado dela estava seu ex-jardineiro Nathan Rissman, que dirigiu".
O filme foi exibido no Traverse City Film Festival de 2008, realizado de 29 de julho a 3 de agosto. Michael Moore, que fundou o festival, disse em maio de 2008 sobre o filme: "Eu vi o filme dela há um mês e fiquei muito emocionado. de uma maneira que raramente acontece nos filmes hoje em dia.Eu perguntei imediatamente se ela iria ao nosso festival e ela disse: "sim". Eu a conheço há anos e ela é realmente uma das pessoas mais carinhosas e generosas que já conheci. A presença dela aqui em Traverse City terá um impacto profundo nas pessoas". No outono de 2008, Madonna divulgou uma mensagem em vídeo anunciando planos para construir uma escola no Malaui, a Raising Malawi Academy for Girls.